# 怀特堡 (佛罗里达州)
怀特堡（英語：Fort White），是美国佛罗里达州哥倫比亞縣下属的一座城镇，建立于1884年，面积约为6平方公里（约合2.3平方英里）。根据2010年美国人口普查，该市有人口567人，论人口在该州排行第366。